# Jarlowo-Nunatak
Der Jarlowo-Nunatak (bulgarisch Ярловски нунатак Jarlowski nunatak) ist ein 744 m hoher und felsiger Nunatak im Grahamland auf der Antarktischen Halbinsel. Auf der Trinity-Halbinsel ragt er 4,53 km westnordwestlich des Marten Crag, 6,72 km südlich des Prilep Knoll und 11,48 km südwestlich des Kanitz-Nunataks aus den nördlichen Ausläufern des Gebirgskamms Cordón Lobell auf. 
Deutsche und britische Wissenschaftler nahmen 1996 seine Kartierung vor. Die bulgarische Kommission für Antarktische Geographische Namen benannte ihn 2010 nach der Ortschaft Jarlowo im Westen Bulgariens.